# Manuelzão
Manuelzão foi um personagem literário criado por João Guimarães Rosa, inspirado no vaqueiro Manuel Nardi (Dom Silvério, 6 de junho de 1904 — Andrequicé, distrito de Três Marias, 5 de maio de 1997), que conviveu com o escritor. Manuelzão aparece no volume Manuelzão e Miguilim, uma das partes da obra Corpo de Baile.

## Vida
Nascido na Zona da Mata Mineira, Manuelzão ficou órfão de pai quando criança e também foi cedo que fugiu de casa. Seu primeiro emprego foi como cozinheiro de tropa, fazendo com que adquirisse largo conhecimento do sertão mineiro. Famoso por sua simplicidade, sabedoria e respeito à natureza, Manuel tornou-se figura conhecida no interior de Minas Gerais mesmo depois de aposentado da profissão de vaqueiro.
Em 1952, ele conheceu o escritor João Guimarães Rosa perto do rio São Francisco, então já consagrado pelo livro Sagarana. Na ocasião, Manuel era capataz das boiadas do fazendeiro Chico Moreira, primo de Guimarães Rosa, e serviu-lhe como guia pelo sertão adentro, para que o escritor anotasse histórias. O fruto desse encontro foram dois importantes livros: Grande Sertão: Veredas e Corpo de Baile, esse último dividido atualmente em três partes - Noites do Sertão, Manuelzão e Miguilim e No Urubuquaquá, no Pinhém.
Manuelzão morreu em 1997, aos 92 anos, vítima de uma embolia cerebral. No centro de Andrequicé, lugar onde passou os últimos 20 anos de sua vida, foi erguido um memorial em sua homenagem, com fotos, utensílios, a coleção de canivetes e a sela usada por ele. Também pode ser encontrado um mural bordado que representa a festa de inauguração da capela, construída por Manuel para sua mãe.